# Дармон, Жерар
Жера́р Дармо́н (фр. Gérard Darmon; род. 29 февраля 1948, Париж) — французский актёр театра и кино, певец.

## Биография
Родился в Париже, в семье алжирских сефардов. Отец, Анри Дармон, переехал в Париж в 1937 году и сначала занимался криминальной деятельностью. Пережив холокост, Анри в итоге занялся виноделием. В Париже он познакомился по переписке со своей будущей женой, из Айн Аль Арбаа она переехала во Францию в 1946 году. Сын Жерар, бросив среднюю школу, учился актёрскому мастерству у Бернара Бимона, потом  десять лет работал в кафе-театре. В кино Жерар впервые снялся в маленькой роли прислужника Фареса в фильме Жерара Ури «Приключения раввина Якова» (1973). В России известен по главной роли в фильме Георгия Данелии «Паспорт».
Первая жена Николь Реколес. Дочь Виржини Дармон 1968 г.р.
Вторая жена Матильда Май с 1994 по 1999. Двое детей. Дочь Сара Дармон (род. 17 августа 1994) и сын Жюль Дармон (род. 4 марта 1997).
Третья жена Кристина Дармон с 8 марта 2014 (до брака были в отношениях 15 лет). Жена младше Жерара на 20 лет. В 2017 году 17 августа родилась дочь Лена.

## Политическая деятельность
Является убежденным и активным сионистом. В молодости состоял в сионистском кружке, на два месяца уезжал в Израиль, где жил в кибуце. После смерти Жан Люка Годара в 2022 году  заявил, что тот был антисемитом. В 2024 году поддержал израильскую армию во время войны в Газе.

## Фильмография
| Год  |   | Русское название                       | Оригинальное название                 | Роль                      |
| ---- | - | -------------------------------------- | ------------------------------------- | ------------------------- |
| 1973 | ф | Приключения раввина Якова              | Les Aventures de Rabbi Jacob          | человек Фареса            |
| 1975 | ф | Двурушник                              | Le Faux-cul                           | Блюменфельд               |
| 1979 | ф | За нас двоих                           | À nous deux                           |                           |
| 1980 | ф | Дива                                   | Diva                                  | антилец                   |
| 1982 | ф | День искупления                        | Le Grand Pardon                       | Ролан                     |
| 1983 | ф | Большой карнавал                       | Le Grand Carnaval                     | Габи Атлан                |
| 1983 | ф | Мыс Каналья                            | Cap Canaille                          | Нино Баретто              |
| 1984 | ф | Наша история                           | Notre histoire                        | Дюваль                    |
| 1985 | ф | Среди волков                           | Les Loups entre eux                   | Ла Каваль                 |
| 1985 | ф | Тридцать семь и два по утрам           | 37°2 le matin                         | Эдди                      |
| 1985 | ф | Умирают только дважды                  | On ne meurt que deux fois             | Жан-Луп Сэрен             |
| 1986 | ф | Следуйте за моим взглядом              | Suivez mon regard                     | владелец порно-кинотеатра |
| 1986 | ф | Улица отправления                      | Rue du départ                         | инспектор                 |
| 1989 | ф | Бывают дни, бывают ночи                | Il y a des jours... et des lunes      | мотоциклист               |
| 1990 | ф | Паспорт                                | Паспорт                               | Мераб/Яков Папашвили      |
| 1991 | ф | Для Саши                               | Pour Sacha                            | Давид Малка               |
| 1992 | ф | Прекрасная история                     | La belle histoire                     | мотоциклист               |
| 1994 | ф | Титька и луна                          | La teta i la lluna                    | Морис                     |
| 1996 | ф | Жертвы                                 | Les Victimes                          | Блеш                      |
| 2002 | ф | Полный привод                          | Le boulet                             | Ковальски                 |
| 2002 | ф | Астерикс и Обеликс: Миссия «Клеопатра» | Astérix & Obélix: Mission Cléopâtre   | Амонбофис                 |
| 2002 | ф | Играй как «Зизу»                       | 3 zéros                               | Оскар Марбелло            |
| 2003 | ф | Сердца мужчин                          | Le Cœur des hommes                    | Джефф                     |
| 2003 | ф | Хороший вор                            | en:The Good Thief (film)              | The Good Thief / Рауль    |
| 2003 | ф | Кто грохнул Памелу?                    | Mais qui a tué Pamela Rose?           | Фил Кэнон                 |
| 2004 | ф | Распутники                             | Pédale dure                           | Лоик                      |
| 2005 | ф | Крестные отцы                          | Les Parrains                          | Анри                      |
| 2005 | ф | Каллас и Онассис                       | Callas e Onassis                      | Аристотель Онассис        |
| 2007 | ф | Сердца мужчин 2                        | Le coeur des hommes 2                 | Джефф                     |
| 2009 | ф | Артур и месть Урдалака                 | Arthur et la vengeance de Maltazard   | Мальтазар                 |
| 2011 | ф | Добро пожаловать на борт               | Bienvenue à bord                      | Ричард Морена             |
| 2011 | ф | Улётный рейс                           | Low Cost                              | Жан-Клод                  |
| 2012 | ф | Наши лучшие каникулы                   | Nos plus belles vacances              | Бернар                    |
| 2013 | ф | 100% кашемир                           | 100% cachemire                        | врач                      |
| 2015 | ф | Бис                                    | Bis                                   | отец Эрика                |
| 2015 | ф | Робин Гуд, правдивая история           | Robin des Bois, la véritable histoire | шериф Ноттингема          |
| 2015 | ф | Вместе или никак                       | Nous trois ou rien                    | отец                      |
| 2022 | ф | Король-львёнок                         | King                                  | Макс                      |

## Дискография
- 2003: Au milieu de la nuit
- 2006: Dancing
- 2008: On s’aime